# 1797 у науці

## Наукові відкриття
- Алессандро Вольта відкрив явище контактної різниці потенціалів
- Луї Ніколя Воклен відкрив у сибірській червоній свинцевій руді новий хімічний елемент — хром
- Німецький гірничий інженер Карл Лошер відкрив явище ерліфтного водопідйому
- Вільям Гершель відкрив, що кілька супутників Сатурна обертаються «не в той бік»
- Генріх Вільгельм Маттеус Ольберс розробив спосіб визначення параболічної орбіти комети за трьома спостереженнями

### Відкриті галактики
- NGC 3890 — галактика типу Sc у сузір'ї Дракон (Вільям Гершель, 12 грудня)
- NGC 4127 — галактика типу SB0 у сузір'ї Жирафа (Вільям Гершель, 12 грудня)
- NGC 4133 — галактика типу SBb у сузір'ї Дракон (Вільям Гершель, 12 грудня)
- NGC 4159 — галактика типу SBc у сузір'ї Дракон (Вільям Гершель, 12 грудня)
- NGC 4291 — галактика типу E (еліптична галактика) у сузір'ї Дракон (Вільям Гершель, 10 грудня)
- NGC 4319 — галактика типу SBab у сузір'ї Дракон (Вільям Гершель, 10 грудня)
- NGC 4331 — галактика типу Im у сузір'ї Дракон (Вільям Гершель, 12 грудня)
- NGC 4363 — галактика типу Sb у сузір'ї Дракон (Вільям Гершель, 10 грудня)
- NGC 4386 — галактика типу SB0 у сузір'ї Дракон (Вільям Гершель, 10 грудня)
- NGC 4572 — галактика типу S? у сузір'ї Дракон (Вільям Гершель, 10 грудня)
- NGC 4589 — галактика типу E2 у сузір'ї Дракон (Вільям Гершель, 22 листопада)
- NGC 4648 — галактика типу E3 у сузір'ї Дракон (Вільям Гершель, 22 листопада)
- NGC 4972 — галактика типу S0 у сузір'ї Дракон (Вільям Гершель, 22 листопада)
- NGC 5295 — галактика типу E-S0 у сузір'ї Жирафа (Вільям Гершель, 20 грудня)
- NGC 5323 — галактика типу Sab у сузір'ї Мала Ведмедиця (Вільям Гершель, 20 грудня)
- NGC 5452 — галактика типу SBcd у сузір'ї Мала Ведмедиця (Вільям Гершель, 20 грудня)
- NGC 5547 — галактика типу S/P у сузір'ї Мала Ведмедиця (Вільям Гершель, 20 грудня)
- NGC 5640 — галактика типу Sa у сузір'ї Жирафа (Вільям Гершель, 20 грудня)
- NGC 5712 — галактика типу E-S0 у сузір'ї Мала Ведмедиця (Вільям Гершель, 20 грудня)
- NGC 5909 — галактика типу SBc у сузір'ї Мала Ведмедиця (Вільям Гершель, 12 грудня)
- NGC 5912 — галактика типу E-S0 у сузір'ї Мала Ведмедиця (Вільям Гершель, 12 грудня)
- NGC 6217 — галактика типу SBbc у сузір'ї Мала Ведмедиця (Вільям Гершель, 12 грудня)
- NGC 6324 — галактика типу SBc у сузір'ї Мала Ведмедиця (Вільям Гершель, 12 грудня)
- NGC 6331 — галактика типу E (еліптична галактика) у сузір'ї Мала Ведмедиця (Вільям Гершель, 20 грудня)
- NGC 6412 — галактика типу SBc у сузір'ї Дракон (Вільям Гершель, 12 грудня)

## Наукові праці
- «Ідеї філософії природи» — праця німецького філософа-ідеаліста Фрідріха Вільгельма Шеллінга
- «Досліди над роздратованими мускульними і нервовими волокнами» (нім. Versuche über die gereizte Muskel-und Nervenfaser) Александера фон Гумбольдта

## Події
- Німецький професор анатомії Теодор Руз (1771—1803) вперше вжив термін «біологія»
- Засновано Кокуґаку (державна академія) — найвищий освітньо-науковий заклад Королівства Рюкю

## Організми, описані 1797 року

### Рослини
- Agrostis scabra Willd.
- Erysimum virgatum Roth
- Polygala serpyllifolia Hosé
- Salicornia perennans Willd.
- Альпінія звичайна (Alpinia galanga (L.) Willd.)
- Батат (Ipomoea batatas L.) Lam.)
- Вовчок малий (Orobanche minor Sm.)
- Молочай верболистий (Euphorbia salicifolia Host)
- Незабудка різнобарвна (Myosotis discolor Pers.)
- Осока Мікелі (Carex michelii Host)
- Перстач прямостоячий (Potentilla erecta (L.) Raeusch.)
- Скереда щетиняста (Crepis setosa Haller f.)

### Гриби
- Гнойовик білий (Coprinus comatus (O.F. Müll.) Pers.)
- Дощовик умбровий (Lycoperdon umbrinum Pers.)
- Мухомор цитриновий (Amanita citrina Pers.)
- Мухомор червоніючий (Amanita rubescens Pers.)

### Тварини
- Черевоногі — Жорж Кюв'є
- Дереволаз блакитний — Жорж Кюв'є
- Дереволаз плямистий — Жорж Кюв'є
- Веслоніс — Бернард Ласепед
- Чечітка — Borkhausen
- Нічниця велика — Borkhausen
- Каліфорнійський кондор — Джордж Шоу
- Apion — Йоганн Фрідріх Вільгельм Гербст
- Бланус бурий
- Великий пласкохвостий гекон
- Дабойя Рассела
- Насіннєїд конюшиновий
- Слон саванний
- Agonum impressum
- Scolopsis aurata

## Наукові нагороди

### Медаль Коплі
Не вручалася.

## Народились
- 6 січня — Едвард Тернер Беннет, британський зоолог і письменник
- 6 січня — Мартін Бальдуїн Кіттель, німецький натураліст
- 14 січня — Беер Вільгельм, німецький банкір та астроном-аматор, автор першої карти Місяця
- 16 січня — Казимир Делямар, французький політик, сенатор, славіст, редактор впливового часопису «La Patrie», секретар Паризького географічного товариства
- 24 січня — Тимотеуш Ліпінський, польський історик, археолог, географ, нумізматик, професор
- 2 березня — Мульсант Етьєн, французький натураліст, ентомолог та орнітолог
- 21 березня — Йоган Андреас Вагнер, німецький палеонтолог, зоолог, археолог
- 3 квітня — Бартелемі Шарль Жозеф Дюмортьє, бельгійський ботанік, природознавець та політичний діяч
- 15 квітня — Луї Адольф Тьєр, французький політичний діяч і історик
- 3 травня — Генріх Берґгаус, німецький географ, картограф, етнограф
- 24 червня — Стшелецький Павло Едмунд, польський вчений, мандрівник, геолог
- 29 червня — Аносов Павло Петрович, російський металург, винахідник методів макротравлення
- 10 серпня — Йозеф Ґергард Цуккаріні, німецький ботанік, професор ботаніки Мюнхенського університету
- 23 серпня — Адемар Жан-Клод Барре де Сен-Венан, французький механік і математик, член Французької академії наук
- 31 серпня — Джеймс Фергюсон, американський астроном та інженер
- 10 вересня — Карл Ґустав Мосандер, шведський лікар та хімік, першовідкривач лантану (1839), ербію (1843), тербію (1843)
- 16 вересня — Антоніо Паніцці, бібліофіл і член товариства карбонаріїв, професор італійської мови і літератури в Лондонському університеті
- 17 вересня — Гайнріх Куль, німецький зоолог
- 26 жовтня — Готфрід Вільгельм Озанн, німецький фізик і хімік, професор Дерптського університету
- 14 листопада — Чарльз Лаєлл, шотландський вчений-геолог, вулканолог, палеонтолог та гляціолог, основоположник сучасної геології
- 3 грудня — Ендрю Сміт, шотландський лікар, натураліст, дослідник, зоолог
- 8 грудня — Мартін Мартенс, бельгійський ботанік, професор хімії та ботаніки нідерландського походження
- 17 грудня — Джозеф Генрі, американський фізик, член Національної Академії Наук та її президент
- 23 грудня — Адрієн Анрі Лоран де Жюссьє, французький ботанік
- Тимотеуш Ліпінський, польський історик, археолог, географ
- Карл Качковський, польський медик та етнограф, професор Варшавського університету
- Дмитро Олексійович Ерістов, грузинський князь, учений і літератор, автор статей з історії України
- Чернобаєв Микола Якович, медик родом з Чернігівщини
- Криницький Іван Андрійович, український зоолог, професор Харківського університету

## Померли
- 18 січня — Генріх Йоганн Непомук фон Кранц, австрійський лікар та ботанік
- 16 березня — Крістіна Роккаті, італійська вчена та поетеса
- 26 березня — Джеймс Гаттон, шотландський натураліст-геолог, основоположник плутонізму та уніформізму
- 2 квітня — Антоніо Затта, італійський картограф та видавець
- 9 липня — Едмунд Берк, англо-ірландський державний діяч, член Парламенту Великої Британії, публіцист, мислитель. Основоположник теорії британського консерватизму
- 30 липня — Йоганн Людвіг Крістіан Келле, німецький (прусський) лікар та ботанік
- 1 серпня — Гамфрі Сібторп, англійський ботанік